# Cortás
Cortás es una localidad española del municipio leridano de Bellver de Cerdaña, en la comunidad autónoma de Cataluña.

## Historia
A mediados del siglo XIX, la localidad, por entonces cabeza de un municipio independiente, contaba con una población de 82 habitantes. Aparece descrita en el séptimo volumen del Diccionario geográfico-estadístico-histórico de España y sus posesiones de Ultramar de Pascual Madoz de la siguiente manera: 

CORTAS: l. con ayunt. en la prov. de Lérida (26 leg.), part. jud. y dióc. de Urgel (6), aud. terr. y c. g. de Cataluña (Barcelona 23): sit. en una pendiente á la der. del r. Segre á 1/2 leg. y con esposicion al llano de Cerdaña: le combaten los vientos de, N. y O., y el clima aunque frio, es saludable. Tiene 12 casas y la igl. es aneja de Olopte cuyo cura la sirve: el cementerio se halla dentro del mismo pueblo. El térm. se estiende de N. á S. 1 1/2 leg. y de E. á O. 1; confinando N. con las montañas de Talltendre y Ellar; E. con el de Olopte 1/4; S. con el de Bellver y r. Segre, y O. con el mencionado de Talltendre y Orden: cruza por él á 1/4 de leg. del pueblo, el r. llamado de Valltoba, que nace en las montañas de Francia: lleva como 3 muelas de agua y durante su curso de unas 4 y 1/2 leg. que corre de N. á S. no pueden aprovecharse sus aguas por la profundidad de su cauce y escabrosidad del terreno: se encuentran también en su jurisd. varias fuentes de aguas de buena calidad; uua de las cuales se halla muy próxima al l. y sirve para el consumo del vecindario: el terreno es montuoso y en general de mediana calidad; atravesándole los caminos que conducen á Puigcerdá, Bellver, Ellar y Talldendre, todos en mal estado. El correo lo reciben de la cartería de Bellver por espreso, 2 ó 3 veces á la semana. prod.: trigo, patatas, legumbres yerbas de pasto; la mayor cosecha es la del trigo: se cria ganado lanar, vacuno y mular, siendo preferido el primero: hay caza de perdices y liebres. pobl.: 14 vec., 82 alm. cap. imp.: 12,824 rs. contr.: el 14'28 por 100 de esta riqueza. El presupuesto municipal varia según las necesidades del pueblo, y la cantidad que se presupone la cubren por reparto vecinal, de cuya suma pagan 80 rs. al secretario del ayuntamiento.
(Madoz, 1847, p. 30)

Hacia comienzos del siglo XX tendría unos 150 habitantes. En 2021, formando parte del municipio de Bellver de Cerdaña, tenía censados 20 habitantes.